# Uppnäbbad lövletare
Uppnäbbad lövletare (Megaxenops parnaguae) är en fågel i familjen ugnsfåglar inom ordningen tättingar.

## Utbredning och systematik
Fågeln placeras som enda art i släktet Megaxenops och förekommer i caatinga i inre nordöstra och öst-centrala Brasilien. Den behandlas som monotypisk, det vill säga att den inte delas in i några underarter.

## Status
Arten har ett stort utbredningsområde och beståndet anses stabilt. Internationella naturvårdsunionen IUCN listar den därför som livskraftig (LC).